# RK Petrovice
RK Petrovice – dawny czechosłowacki, a obecnie czeski klub rugby z siedzibą w praskiej dzielnicy Petrovice. Męska drużyna obecnie występuje w czeskiej I lidze.

## Historia
Protoplaści klubu – zespoły Radostně vpřed oraz HC Blesk – zostały założone w 1944 roku i już rok później połączyły się tworząc I. ČLTK. Tuż po wojnie drużyna rozgrywała spotkania z brytyjskimi żołnierzami, w latach 1959–1969 uczestniczyła w rozgrywkach czechosłowackiej I ligi. Następnie występowała w drugiej klasie rozgrywkowej, choć w niektórych sezonach wycofywała się z rozgrywek z powodu braku własnego stadionu. W tym czasie drużyna rozgrywała swe mecze w praskich dzielnicach Troja, Libuš, Čakovice, Stodůlky, Lhotka i Nebušice, aż w 1980 roku Ota Koděra odkrył nieużywane boisko piłkarskie w dzielnicy Petrovice, które wspólnym wysiłkiem członków klubu udało się przystosować do warunków rugby. Sekcja żeńska powstała w klubie na początku roku 2007.

### Historyczne nazwy klubu
- 1944 Radostně vpřed oraz HC Blesk
- 1945–1949 I. ČLTK
- 1950 Sokol Praha 1
- 1950–1991 TJ Motorlet Praha
- od 1992 RK Petrovice

### Prezesi klubu
- ?–1991 Otakar Koděra
- 1992–1994 Petr Jaroš
- 1994–1997 Jiří Štuksa
- 1997–1999 Miroslav Novotný
- od 1999 Jaroslav Kratochvíl